# Stolperstein in Hemmingen (Württemberg)
Der Stolperstein in Hemmingen (Württemberg) ist Julie Feucht gewidmet, einem Opfer der Aktion T4. Der Stolperstein liegt in der Gemeinde Hemmingen im Landkreis Ludwigsburg in Baden-Württemberg. Stolpersteine werden vom Kölner Künstler Gunter Demnig in weiten Teilen Europas verlegt. Sie erinnern an das Schicksal der Menschen, die von den Nationalsozialisten ermordet, deportiert, vertrieben oder in den Suizid getrieben wurden und liegen im Regelfall vor dem letzten selbstgewählten Wohnsitz des Opfers.
Der bislang einzige Stolperstein in Hemmingen (Württemberg) wurde am 22. November 2011 vom Künstler persönlich verlegt.

## Stolperstein
| Stolperstein | Inschrift | Verlegeort   | Name, Leben |
| ------------ | --- | ------------ | --- |
|              | HIER WOHNTE JULIE FEUCHT JG. 1910 EINGEWIESEN HEILANSTALT MARIABERG 'VERLEGT'13.12.1940 ERMORDET 13.12.1940 GRAFENECK AKTION T4 | Eisgasse 9 · | Julie Pauline Feucht wurde am 10. Juli 1910 in Hemmingen geboren. Sie wurde in die Heilanstalt Mariaberg bei Gammertingen eingewiesen. Am 13. Dezember 1940 wurde sie in die Tötungsanstalt Grafeneck „verlegt“ und dort noch am gleichen Tag ermordet. Auch Julius Schöttle, ein weiterer behinderter Bürger der Stadt, geboren am 5. Juni 1904 in Hemmingen, wurde im Jahr 1940 in der Tötungsanstalt Grafeneck ermordet. Für ihn wurde noch kein Stolperstein verlegt. Die Ermordungen des 13. Dezember 1940 waren die letzten Tötungen in dieser Anstalt, da zunehmende Proteste dazu geführt hatten, dass die Morde nicht mehr geheim gehalten werden konnten. |

## Verlegung
- 22. November 2011